# Attakon
Attakon era el nombre de una antigua población celtíbera que aunque se ha identificado habitualmente con la actual población de Ateca, sería razonable pensar que se trata de un asentamiento de ubicación desconocida entre las provincias de Cuenca y Guadalajara.

## Orígenes
Attakon es nombrada por Ptolomeo en su Geographicae Enarrationis relacionándola en la misma lista que otras ciudades del valle del río Jalón como Bílbilis y Nertobriga. por lo que generalmente se ha asociado a la localidad zaragozana de Ateca aunque las coordenadas que proporciona no se ajustan exactamente a las de la localidad . La latitud y longitud que indica Ptolomeo para Attakon es 41º 05’ Norte 13º 30’ Oeste, mientras que la latitud de Ateca es 41º 19’ Norte. 
Según Claudio Ptolomeo la ubicación de Augusta Emerita sería la de Latitud 39º 30′ Norte Longitud 8º Oeste cuando en realidad es de 38°55′00″N 6°20′00″O lo que no hace fiables las coordenadas facilitadas por Ptolomeo y tampoco descarta la identificación con Ateca.
En la epigrafía romana aparece la denominación de una tal Attacum y con el rango de municipium Attacense según se deduce de una lápida encontrada. que no tardó en identificarse con la Attakon de Ptolomeo por la similitud fonética, aunque existen dificultades para su ubicación exacta, ya que según los datos Attacum pertenecería al Conventus Carthaginensis y podría encontrarse al este de la provincia de Cuenca o Guadalajara según algunas hipótesis.